# Sihlausteg
Der Sihlausteg ist eine Fussgänger- und Velobrücke über die Sihl in der Gemeinde Adliswil im Schweizer Kanton Zürich. 

## Konstruktion
Die Eisenbetonbogenbrücke wurde 1907 als Privatsteg für die ehemalige Mechanische Seidenweberei Adliswil gebaut. Sie wurde 1999 saniert.

## Hochwasser von 1910
Bereits im Juni 1910 hatte der Sihlausteg beim Jahrhunderthochwasser der Sihl, das grosse Teile des Dorfes unter Wasser setzte, seine erste grosse Bewährungsprobe zu bestehen. Eine Markierung am fabrikseitigen Widerlager erinnert bis heute an die damalige Gefahr.

## Erhaltenswertes Objekt
Die älteste noch erhaltene Brücke Adliswils ist denkmalgeschützt. 1973 erhielt der Steg die offizielle Bezeichnung Sihlausteg.

## Nutzung
Der Übergang, der seit 1991 im öffentlichen Besitz ist, dient Fussgängern und Velofahrern. Ein Wanderweg führt über die Brücke.
Es besteht ein signalisiertes Fahrverbot für Motorräder, Motorfahrräder und Tiere (Reitverbot).